# Arnold von Jungenfeld
Freiherr Arnold Ferdinand (Gedult) von Jungenfeld (* 24. Mai 1810 in Weisenau; † 7. Februar 1893 in Mainz) war ein hessischer Richter und Abgeordneter der Zweiten Kammer der Landstände des Großherzogtums Hessen.
Arnold von Jungenfeld war der Sohn des ersten Mainzer Oberbürgermeisters Franz Gedult von Jungenfeld aus dem Adelsgeschlecht Gedult von Jungenfeld und dessen Ehefrau Maria Anna Therese, geborene von Sachs. Jungenfeld, der katholischen Glaubens war, heiratete am 6. Juni 1843 in Mainz Barbara Friederike geborene von Sachs.
Er studierte Rechtswissenschaften und wurde Akzessist in Mainz. 1841 wurde er Ergänzungsrichter am Friedensgericht des 1. Bezirks der Stadt Mainz, 1845 Friedensrichter im Friedensgericht Wörrstadt und 1849 Richter am Kreisgericht Mainz. 1851 wurde er Substitut des Generalstaatsprokurators am Obergericht Mainz, 1853 dort Staatsprokurator und 1862 Obergerichtsrat. Ab 1870 war er Geheimer Obergerichtsrat und 1877 Vizepräsident des Mainzer Obergerichtes. 1879 wurde er pensioniert.
Von 1865 bis 1872 gehörte er der Zweiten Kammer der Landstände an. Er wurde für den Wahlbezirk Starkenburg 4/Seligenstadt gewählt. 1878 bis 1884 war er erneut Mitglied der zweiten Kammer, diesmal für den Wahlbezirk der Stadt Mainz. In den Ständen vertrat er klerikal-konservative Positionen.